# ژاک برو
ژاک برو (به فرانسوی: Jacques Brault) شاعر، رمان‌نویس و جستارنویس کبک در سال ۱۹۳۳ در مونترال کانادا زاده شده‌است.

## زندگی‌نامه
او تحصیلات خود را در کالج سنت‌ماری مونترال، در دانشگاه مونترال و سوربون پاریس گذراند.
او سپس در دپارتمان مطالعات فرانسه و تحقیقات قرون وسطی در دانشگاه مونترال به سمت استادی رسید. او در برنامه‌های زیادی در رادیو کانادا مشارکت داشته، به تحقیق در نسخه‌های خطی و مکاتبات در کتابخانه و آرشیو ملی کانادا پرداخته‌است.

## آثار
- شعر این صبح‌گاه، ۱۹۷۱
- زیر ستایش، ۱۹۷۵
- اشعار چهار گوشه، ۱۹۷۵
- بیست و چهار نجوا در نوامبر، ۱۹۸۰
- آثار شخصی، ۱۹۹۰
- صنعت‌گر، ۲۰۰۶

### رمان
- عذاب، ۱۹۸۴

### نمایش‌نامه
- سه قطعه، ۱۹۷۲

## اشعار
- شعر این صبح‌گاه، ۱۹۷۱
- زیر ستایش، ۱۹۷۵
- اشعار چهار گوشه، ۱۹۷۵
- بیست و چهار نجوا در نوامبر، ۱۹۸۰
- آثار شخصی، ۱۹۹۰
- صنعت‌گر، ۲۰۰۶

### رمان
- عذاب، ۱۹۸۴

### نمایش‌نامه
- سه قطعه، ۱۹۷۲

### ترجمه‌ها
- تغییر شکل، ۱۹۹۹

### جستارهای ادبی
- میرون باشکوه، ۱۹۶۶
- آلن گران‌بوا، ۱۹۶۸
- در طول راه، ۱۹۷۵
- گرد و غبار راه، ۱۹۸۹
- ای فصل‌ها، ای قصرها، ۱۹۹۱
- در دل باغ، ۱۹۹۶
- راه‌های گم‌شده، راه‌های بازیافته، ۲۰۱۲

## افتخارها
- ۱۹۶۵ - جایزهٔ داوید
- ۱۹۶۸ - جایزه کبک - پاریس، خاطرات و مطالعات درباره آلن گران‌بوا
- ۱۹۷۰ - جایزه عمومی دولت: شعر یا تئاتر فرانسه، وقتی ما خوشبخت خواهیم بود
- ۱۹۷۸ - جایزه لوگر دوورنی
- ۱۹۸۴ - جایزه عمومی دولت: داستان یا رمان فرانسه
- ۱۹۸۶ - جایزه آتاناز داوید
- ۱۹۹۱ - جایزه آلن گران‌بوا
- ۱۹۹۶ - جایزه ژیل کوربی
- ۱۹۹۹ - جایزه عمومی دولت: ترجمه به فرانسه
- ۱۹۹۹ - جایزه عمومی تئاتر دولت
- ۲۰۰۶ - [جایزه شاعر
- ۲۰۰۶ - فینالیستجایزه عمومی دولت، صنعت‌گر

## پیوندها
- (فرانسوی) Documentation critique sur l'œuvre de Jacques Brault (site auteurs.contemporain.info)